# ハンガマTV
ハンガマTV（Hungama TV）は、インドの子供向けテレビチャンネル。2004年に放送開始。2011年に親会社のUTVをディズニーが買収した。
世界各国のアニメーション番組を中心に3ヶ国語で放送しており、日本のアニメ作品では『ドラえもん（1979年版）』、『ポケットモンスター』シリーズ、『クレヨンしんちゃん』などが放送された。

## 主な放送番組
| スタブアイコン | サブスタブ | この項目は、まだ閲覧者の調べものの参照としては役立たない、テレビ番組に関連した書きかけの項目です。この項目を加筆・訂正などしてくださる協力者を求めています（P:テレビ/PJ:放送または配信の番組）。 |